# Лісковець
Ліскове́ць (до 1946 року — Ляховець) — село в Україні, у Закарпатській області, Міжгірській селищній громаді.

## Назва
Колишня назва села — Ляховець, угорська — Lengyelszállás.
Вперше згадується у 1614 році як Lyahowecz, Jakovecz. Інші згадки: 1646 — Lyakovecz, Liakovecz, 1725 — Lyachovecz , 1773 — Lyachovecz, Lyahucz, 1808 — Liachovecz, Ljachowecz , 1828 — Lyachovetz, Lyachucz ), 1851 — Lyachovecz, 1913 — Lengyelszállás, 1925 — Lachovec, 1944 — Lyahóc, Ляховецъ, 1946 — Лісковець, 1983 — Лісковець, Лесковец.

## Географія
Село розташоване у високогірній долині між горами Гнутою, Укрід, Близнець, неподалік від Новоселицького перевалу, за 27 км від центру громади смт. Міжгір'я.

## Клімат
| Кліматограма Лісковця                                                                  | Кліматограма Лісковця | Кліматограма Лісковця | Кліматограма Лісковця | Кліматограма Лісковця | Кліматограма Лісковця | Кліматограма Лісковця | Кліматограма Лісковця | Кліматограма Лісковця | Кліматограма Лісковця | Кліматограма Лісковця | Кліматограма Лісковця |
| -------------------------------------------------------------------------------------- | --------------------- | --------------------- | --------------------- | --------------------- | --------------------- | --------------------- | --------------------- | --------------------- | --------------------- | --------------------- | --------------------- |
| С                                                                                      | Л                     | Б                     | К                     | Т                     | Ч                     | Л                     | С                     | В                     | Ж                     | Л                     | Г                     |
| 113 −8 −10                                                                             | 106 −3 −8             | 120 3 −5              | 104 14 3              | 147 17 8              | 152 19 12             | 123 21 14             | 119 19 15             | 97 13 9               | 97 9 3                | 72 3 −4               | 101 −6 −8             |
| Середня макс. і мін. температури повітря (°C) Атмосферні опади (мм), за рік : 1351 мм. |                       |                       |                       |                       |                       |                       |                       |                       |                       |                       |                       |

## Населення
Згідно з переписом УРСР 1989 року чисельність наявного населення села становила 597 осіб, з яких 294 чоловіки та 303 жінки.
За переписом населення України 2001 року в селі мешкала 571 особа.

### Мова
Розподіл населення за рідною мовою за даними перепису 2001 року:
| Мова       | Відсоток |
| ---------- | -------- |
| українська | 99,82 %  |

## Інфраструктура
У Лісковці є фельдшерсько-акушерський пункт, бібліотека-філія Міжгірської централізованої бібліотечної системи та середньо-освітня школа I—II ступенів.

## Пам'ятки села
У Будапешті, у бібліотеці Національного музею був рукописний «Служебник» XVI—XVII ст. з Ляхівця. Серед багатьох записів була й згадка про те, що книгу переніс із Репинного до Старого Голятину ієрей Пантелеймон Ляхович у 1785 р. і що належить вона селу Ляховець.
Серед пам'ятників села меморіальна дошка листоноші Ф. Марковичу.

## Церква святого архангела Михаїла
У селі є мурована церква святого архангела Михаїла 1870 року.
У 1751 р. в селі стояла дерев'яна церква в доброму стані, всередині і зовні прикрашена.
У 1801 р. знову згадують дерев'яну церкву, що «110 вірників вмішаєт, поправки требует; сооружена по силі отповідно». Парохію засновано в 1849 р.
Нині в селі — типова мурована церква. У зв'язку з її спорудженням розповідають поширений сюжет про те, як син майстра клав на турні хрест і як йому запаморочилося в голові і він запитав у батька, у який із трьох отворів встромити хрест. Розв'язка була щасливою — син не впав із вежі, як завершуються перекази цієї історії в інших селах, а, вставивши хрест у середній отвір, спустився додолу. У 1943 р. відбувся значний ремонт церкви. Плани та кошториси ремонту виставили на конкурс Золтан Клайне з Волового, Йосип Бейліч із Паланка та Михайло Козманка з Підгорода. Переміг М. Козманка, що мав найнижчі ціни.

## Уродженці
- Белень Михайло Олексійович — український скульптор, графік, медальєр, живописець;
- Ґурдзан Василь Васильович — український громадський та політичний діяч, учасник національно-визвольного і правозахисного руху[9];
- Гурзан Михайло Іванович — український науковець-хімік, педагог, винахідник та поет;
- Мишанич Олекса Васильович — український науковець, доктор філологічних наук, професор, член-кореспондент НАН України;
- Мишанич Степан Васильович — педагог, організатор освіти, фольклорист і літературознавець, доктор філологічних наук, професор.